# 상호권
상호권(商號權)이란 상인이 적법하게 선정한 자기의 상호에 대하여 갖는 권리로 인격권을 가진 재산권이다. 크게 상호사용권과 상호전용권으로 나뉜다. 한국에서는 원칙적으로 영업과 함께 하는 경우에만 상호를 양도할 수 있고, 다만, 영업을 폐지하는 경우 상호만을 양도가 가능하다

## 조문
제18조 (상호선정의 자유) 상인은 그 성명 기타의 명칭으로 상호를 정할 수 있다.
제19조 (회사의 상호) 회사의 상호에는 그 종류에 따라 합명회사, 합자회사, 유한책임회사, 주식회사 또는 유한회사의 문자를 사용하여야 한다.
제20조 (회사상호의 부당사용의 금지) 회사가 아니면 상호에 회사임으로 표시하는 문자를 사용하지 못한다. 회사의 영업을 양수한 경우에도 같다.
제21조 (상호의 단일성) (1) 동일한 영업에는 단일상호를 사용하여야 한다. (2) 지점의 상호에는 본점과의 종속관계를 표시하여야 한다.}}

## 상호전용권

### 판례
- '주식회사천일약방'과 '천일한약주식회사'는 '천일'이라는 중요부분상으로 보아 유사상호로 볼 수 있느냐 하는 점은 별론으로 하되 위 두 개의 상호를 가리켜 상법상 동일상호라고는 할 수 없고, 또 원고는 앞에서 본 바와 같이 현재의 상호인 주식회사 천일약방이라는 상호를 등기한 후 그 상호를 2년 이상 사용하지 아니한 데 대한 정당한 사유 있음을 찾아 볼 수 없는 본 건에 있어서는 원고의 본 건 상호는 폐지한 것으로 간주되었다고 보아야 할 것이다[2].

- 서울특별시라는 동일한 행정구역에서 원고가 등기한 상호인 ‘株式會社유니텍’이 존재하는 상황에서 후에 피고가 ‘주식회사 유니텍전자’를 등기하였는데, 유니텍이라는 단어가 컴퓨터 관련업계에서는 흔히 사용하는 상호라거나 피고의 영업이 신장됨에 따라 현재의 자본금에 있어서 피고가 월등히 많고 피고의 주식이 코스닥에 등록된 사정만으로 '부정목적'이 번복되었다고 볼 수 없다[3]

- 보령제약주식회사 "갑"이 "을"명의로 서울에 개설한 "보령약국"과 "병"이 수원에 개설한 "수원보령약국"은 영업의 종류, 범위, 시설 및 규모등 그 영업의 양상은 물론 고객도 서로 달리하고 있어서 "갑"의 고객이 수원에 있는 "병"경영의 위 약국을 서울에 있는 "갑"경영의 위 양국의 영업으로 혼동 오인하게 될 염려는 없다 할 것이므로 "보령"이라는 상호가 공통된다 해도 "병"경영의 위 약국의 영업상 이익을 침해하는 것 즉 "보령"이라는 상호가 "갑"이 부정경쟁방지법에 의하여 보호를 구할 수 있는 정당한 영업상의 이익이라고 할 수 없다.[4]

- 상법 제23조 제1항은 누구든지 부정한 목적으로 타인의 영업으로 오인할 수 있는 상호를 사용하지 못한다고 규정하고 있는바, 타인의 영업으로 오인할 수 있는 상호는 그 타인의 영업과 동종 영업에 사용되는 상호만을 한정하는 것은 아니라고 할 것이나, 어떤 상호가 일반 수요자들로 하여금 영업주체를 오인·혼동시킬 염려가 있는 것인지를 판단함에 있어서는, 양 상호 전체를 비교 관찰하여 각 영업의 성질이나 내용, 영업방법, 수요자층 등에서 서로 밀접한 관련을 가지고 있는 경우로서 일반 수요자들이 양 업무의 주체가 서로 관련이 있는 것으로 생각하거나 또는 그 타인의 상호가 현저하게 널리 알려져 있어 일반 수요자들로부터 기업의 명성으로 인하여 절대적인 신뢰를 획득한 경우에 해당하는지 여부를 종합적으로 고려하여야 한다[5].

- Y가 신상호인 뉴서울사장이라는 상호 옆에 혹은 아래에 작은 글씨로 구상호인 전허바허바 개칭이라고 기재한 것은 X의 상호인 허바허바사장으로 오인시키기 위한 부정목적이 있다[6].

- 갑 상인이 그의 간판에 "SINCE 1945 신용의 양과 서울 고려당 마산분점"이라고 표시한 것이 주식회사 고려당과의 관계를 나타내기 위하여 위 회사의 상호를 표시한 것이라면 갑 상인에게 위 상호의 사용과 관련하여 부정경쟁의 목적이 있는가를 판단함에 있어서 갑 상인이 아닌 위 회사와 을 상인의 명성과 신용을 비교한 것은 옳다[7].

- 상법 제23조 제1항은 "누구든지 부정한 목적으로 타인의 영업으로 오인할 수 있는 상호를 사용하지 못한다."고 규정하고 있고, 같은 조 제4항은 "동일한 특별시·광역시·시·군에서 동종 영업으로 타인이 등기한 상호를 사용하는 자는 부정한 목적으로 사용하는 것으로 추정한다."고 규정하고 있는바, 위 조항에 규정된 '부정한 목적'이란 어느 명칭을 자기의 상호로 사용함으로써 일반인으로 하여금 자기의 영업을 그 명칭에 의하여 표시된 타인의 영업으로 오인시키려고 하는 의도를 말한다[8].

## 참고 문헌
- 이기수 최병규 조지현, 회사법(상법강의2 제9판 2012), 박영사, ISBN 9788964547489.
- 정상조, 상호전용권과 공정한 경쟁, 상사판례연구 Ⅰ권, 1996

## 같이 보기
- 상표권
- 대한민국 상법 제25조
- 부정경쟁방지및영업비밀보호에관한법률